# Одел (Илиноис)
Одел (енгл. Odell) град је у америчкој савезној држави Илиноис.

## Демографија
По попису из 2010. године број становника је 1.046, што је 32 (3,2%) становника више него 2000. године.
| Група             | 2000.       | 2010.         |
| Белци             | 984 (97,0%) | 1.017 (97,2%) |
| Афроамериканци    | 1 (0,1%)    | 5 (0,5%)      |
| Азијати           | 3 (0,3%)    | 2 (0,2%)      |
| Хиспаноамериканци | 15 (1,5%)   | 16 (1,5%)     |
| Укупно            | 1.014       | 1.046         |